# Ernest Habicht
Ernest Artur Habicht de Eberhard (ur. 2 stycznia 1874 w Niedomicach, zm. 25 marca 1957 w Krakowie) – polski prawnik, dyplomata.

## Życiorys

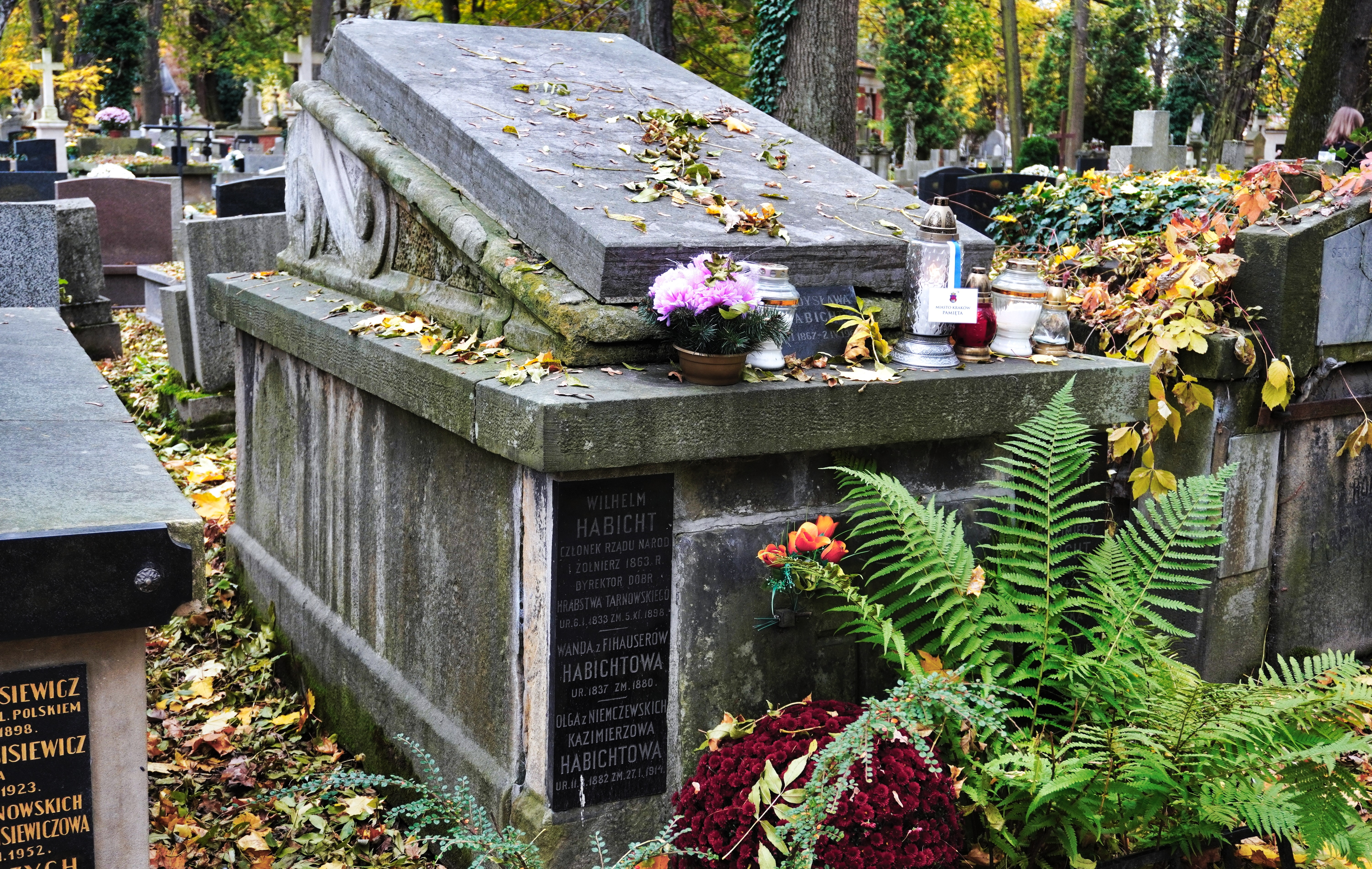
Grób Ernesta Habichta na Cmentarzu Rakowickim w Krakowie

Syn pochodzącego z niemieckiego Księstwa Anhalt Wilhelma (1833-1898, powstaniec styczniowy, zarządca dóbr ziemskich hrabstwa Tarnowskiego) i Wandy z domu Fihauser. Miał brata Kazimierza (1868-1943, generał Wojska Polskiego) i siostrę Władysławę (1867-1963, emancypantka i działaczka społeczna).
Po ukończeniu gimnazjum w Tarnowie studiował na Wydziale Prawa Uniwersytetu Jagiellońskiego, w 1897 uzyskując stopień naukowy doktora praw. Pracował w Sądzie Krajowym w Krakowie, a po złożeniu egzaminu sędziowskiego, w sądzie powiatowym w Krakowie. Następnie pracował w sądownictwie w Wiedniu, w 1914 osiągnął stanowisko pierwszego prokuratora Austro-Węgier.
W czasie I wojny światowej wszedł do Naczelnego Komitetu Narodowego (NKN), pełnił funkcję członka Naczelnej Rady, następnie zastępcy sekretarza i sekretarza Prezydium. Od 1916 naczelnik Biura Prezydialnego NKN w Wiedniu. Korzystając ze swej pozycji w administracji państwowej Austro-Węgier przyczynił się do poprawy losu jeńców polskich z armii rosyjskiej w austro-węgierskich obozach jenieckich. Zabiegał również (bezskutecznie) o zwolnienie ich i włączenie do Legionów. 
Od 1 XI 1918 do 1 XII 1918 w polskiej służbie dyplomatycznej jako delegat rządu w Wiedniu. 1 stycznia 1919 przyjechał do Warszawy, pracował w centrali MSZ do 1921. W 1922 odszedł ze służby dyplomatycznej i został zarządcą dóbr dzikowskich (Tarnowscy), a potem ordynacji przeworskiej Lubomirskich. 
W 1927 osiedlił się w Grodźcu na Śląsku Cieszyńskim, gdzie zakupił 1306 ha ziemi i zamek. Zajął się produkcją rolną, uruchomił produkcję serów w fabryce w Roztropicach, odrestaurował rezydencję i zgromadził w niej dużą kolekcję muzealno-biblioteczną (m.in. kolekcja zbroi). W zbiorach zamkowych znajdowało się około 210 przedmiotów z epoki brązu znalezionych przy okazji budowy linii kolejowej Bielsko - Cieszyn (1887). W latach trzydziestych członek Rady Śląskiej Izby Rolniczej i prezes Stowarzyszenia Śląskich Hodowców Ryb Stawowych. Jego pasją było myślistwo. Podczas II wojny światowej zamek został przejęty przez niemieckie władze okupacyjne, kolekcja zrabowana. Ernest Habicht zamieszkał z rodziną w Krakowie, gdzie po wojnie zmarł. Pochowany na cmentarzu Rakowickim w Krakowie.
Był żonaty z Amalią z domu Niemczewską (zm. 1971), miał córkę Irmę Bossowską (zm. 1983).